# Plantanz
Der Plantanz ist eine traditionelle Volkstanzveranstaltung zu besonderen Anlässen wie zur Kirchweih, Nachkirchweih (eine Woche nach der Kirchweih) und zum Erntedankfest im fränkischen Raum. Der Name wurde von zentralen Dorfplätzen abgeleitet, die im Großraum um Schweinfurt, vereinzelt bis nach  Thüringen, mitunter Plan genannt werden.

## Beschreibung
Der Plantanz besteht abwechselnd aus Tanzdarbietungen der Planpaare in historischer Tracht und dem Tanzen der Festbesucher auf dem Plan, dem zentralen Dorfplatz. Getanzt werden Figuren des Walzers, Rheinländers und des Schottischen nach örtlicher Tradition.

## Ablauf
Visualisierter Ablauf eines Plantanzes am Beispiel des Plantanzes 2014 in Sulzfeld im Grabfeld in Form von Videos und Zeitraffervideos
1. Fällen und einholen des Planbaumes
2. Samstag 08.11.2014 Baum einholen und aufstellen
3. Sonntag 09.11.2014 Plantanz
4. Montag 10.11.2014 Hofreigen und Kirchweih Predigt

## Verbreitungsgebiet
In folgenden Ortschaften, die überwiegend im Raum Schweinfurt liegen, finden regelmäßig Plantanzveranstaltungen statt: Eyershausen, Frauenaurach, Gochsheim, Herbstadt, Sulzfeld (im Grabfeld) (alle zehn Jahre), Rannungen (alle zehn Jahre), Röthlein, Schonungen, Schwebheim, Sennfeld, Oberessfeld (alle fünf Jahre) Oberthulba und Reichenbach (alle 25 Jahre) und Arnshausen.